# 平昌站
平昌站，位于中华人民共和国四川省巴中市平昌县同州街道，是巴达铁路上的火车站，于2016年1月10日启用营运，现由成都铁路局广元车务段管辖。

## 車站周邊
- 金宝商务宾馆
- 平昌职中
- 平昌县金宝小学

## 歷史
- 2016年1月10日通车启用。[5]

## 外部連結
- 中国铁路客户服务中心（页面存档备份，存于）